# Eike Wenzel

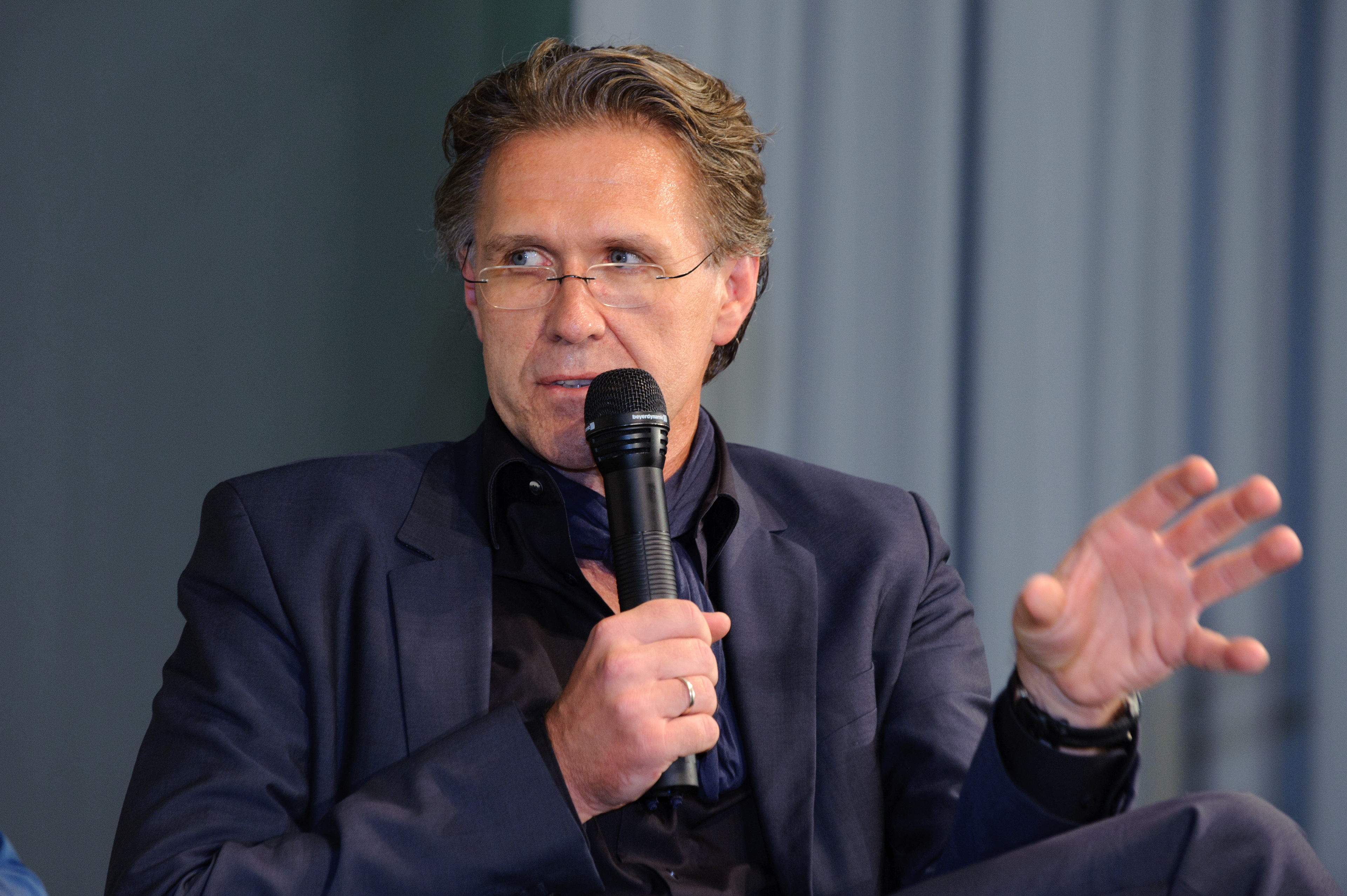
Eike Wenzel (2010)

Eike Wenzel (* 1966) ist ein deutscher Trendforscher und Publizist.

## Leben
Wenzel hat als Medienwissenschaftler zu den Themen Medien und Gedächtnis gearbeitet. Ein weiterer Schwerpunkt seiner Tätigkeit lag in der Übertragung von Michel Foucaults Macht- und Dispositiv-Konzept in die zeitgenössische Medientheorie. Seine Dissertation Gedächtnisraum Film beschäftigt sich mit der Geschichtsdarstellung im Neuen Deutschen Film.
Seit Ende der 1990er Jahre arbeitete Wenzel als Publizist für die Wirtschaftspresse, die Marketing-Fachpresse und das Feuilleton nationaler Tageszeitungen in Deutschland, Österreich und der Schweiz. In dieser Zeit erschienen Bücher zum Thema Gedächtnis und Film sowie eine Monografie zur  Krimireihe Tatort in Zusammenarbeit mit dem Goethe-Institut München. Ab 2002 war er zunächst Redakteur, seit 2004 dann Chefredakteur des Zukunftsinstituts von Matthias Horx.
Im Jahr 2011 erfolgte die Gründung des Instituts für Trend- und Zukunftsforschung (ITZ). Das Institut kooperiert mit der Dualen Hochschule Baden-Württemberg, Campus Heilbronn. Das ITZ betreibt wissenschaftliche Trendforschung und erarbeitet seine Prognosen und Zukunftsszenarien auf Basis von „Megatrends“ (Reichweite 30 bis 50 Jahre), „Technologietrends“ (zehn bis 20 Jahre), „Gesellschaftstrends“ (zehn bis 20 Jahre) und „Konsum- resp. Lebensstiltrends“ (fünf bis zehn Jahre).
Wenzel ist Chefredakteur des neu gegründeten Newsletters Megatrends!. Seit dem Wintersemester 2016/2017 ist Eike Wenzel einer der Leiter des Master-Studiengangs „Trend- und Nachhaltigkeitsmanagement“ an der Hochschule für Wirtschaft und Umwelt Nürtingen-Geislingen.

## Veröffentlichungen (Auswahl)
- Eike Wenzel: Megatrend Gesundheit. Wie Digitalisierung und Individualisierung unsere Gesundheitsversorgung revolutionieren: 10 Trends und 30 Learnings für die Zukunft (Megatrends und Transformations-Management), 2024.
- Eike Wenzel: Das neue grüne Zeitalter. Wie der Green New Deal unsere Art zu leben radikal verändern wird, Redline 2021.
- Eike Wenzel, Oliver Dziemba: #wir: Wie die Digitalisierung unseren Alltag verändert, München 2014.
- Eike Wenzel, Oliver Dziemba: Wie wir morgen leben werden: 15 Lebensstiltrends, die unsere Zukunft prägen werden, München 2012.
- Eike Wenzel: Ist die Zukunft noch zu retten. Warum unser System in der Krise steckt – und was sich ändern muss, damit wir morgen besser leben", Heyne 2011.
- Eike Wenzel, Oliver Dziemba: Marketing 2020:  Die elf neuen Zielgruppen – wie sie leben, was sie kaufen, Campus, März 2009.
- Eike Wenzel, Anja Kirig: LOHAS. Bewusst grün – alles über die neuen Lebenswelten, Redline, März 2009.
- Eike Wenzel, Anja Kirig: Greenomics. Wie der Grüne Lifestyle Märkte Und Konsumenten verändert, München 2008.
- Eike Wenzel, Andreas Haderten, Patrick Mijnals: Future-Shopping: Die neue Lust an der Verführung – die wichtigsten Trends, München 2008.
- Eike Wenzel, Matthias Horx: Trend-Report 2009: Die soziokulturellen Schlüsseltrends für die Märkte von morgen, Zukunftsinstitut 2008.
- Eike Wenzel: Ermittlungen in Sachen Tatort, Bertz Verlag 2000.
- Eike Wenzel: Gedächtnisraum Film. Die Arbeit an der deutschen Geschichte in Filmen seit den 60er Jahren, Metzler 2000.